# Hans Siebke
Hans Siebke (* 22. März 1922 in Itzehoe; † 2009) war ein deutscher Bauingenieur und Experte für Eisenbahnbrücken.

## Biografie
Siebke wurde 1956 an der TH Hannover promoviert (Beitrag zur Beurteilung gemessener Gebäudeerschütterungen). Danach war er Assistent an der TH Hannover. 1958 absolvierte er die zweite Staatsprüfung. Er war seit 1966 Referent des Fachbereichs Bautechnik in der Hauptverwaltung der Deutschen Bundesbahn in Frankfurt und Leiter von deren Brückenbaudezernat. Außerdem war er Honorarprofessor für Schweißtechnik und Ministerialrat.
Er war maßgeblich für die Vorgaben für die Brücken der Schnellfahrstrecke Hannover–Würzburg verantwortlich, die meist Einfeldträger aus Spannbeton-Hohlkästen mit standardisierten Längen verwendeten.

## Schriften
- Eisenbahnbrückenbau heute. Der Eisenbahningenieur, 1982, Heft 12.
- Durable Structures: Efforts of the German Federal Railway (Dauerhafte Bauwerke: Vorgehen der Deutschen Bundesbahn), IABSE Proc., Band 6, 1982[2].
- Brücken und Tunnel für neue Strecken. In: Reiner Gohlke, Knut Reimers (Hrsg.): Die neue Bahn. Hestra-Verlag, Darmstadt 1985 (Jahrbuch des Eisenbahnwesens. Band 36), S. 52–63.
- mit Wolf-Rüdiger Linder (Hrsg.): Bohrpfähle: Ausführung von besonderen geotechnischen Arbeiten, Kommentar zu DIN EN 1536 mit CD-ROM. DIN, Deutsches Institut für Normung e.V., Beuth, 2004.